# سانتی دی تیتو
 سانتی دی تیتو (انگلیسی: Santi di Tito؛ ۶ مارس ۱۵۳۶ – ۲۳ ژوئیهٔ ۱۶۰۳) یک نقاش، و معمار اهل ایتالیا بود.